# Illarion Mgeladze
Illarion Vissarionovich Mgeladze (1890-1941) (pseudónimo - Ilya Vardin) foi um revolucionário marxista georgiano, escritor, crítico literário e jornalista ativo no Partido Trabalhista Social-Democrata Russo. Ele era membro da Oposição de Esquerda e foi expulso do Partido Comunista da União em 1927. Ele foi readmitido no partido em 1929, apenas para ser expulso novamente em 1935. Foi condenado a dez anos de prisão e baleado em 1941.